# Anas Jabroun
 (décembre 2019).
Si vous disposez d'ouvrages ou d'articles de référence ou si vous connaissez des sites web de qualité traitant du thème abordé ici, merci de compléter l'article en donnant les références utiles à sa vérifiabilité et en les liant à la section « Notes et références ».
Anas Jabroun, né le 7 octobre 1997 à Tétouan, est un footballeur marocain évoluant au poste d'attaquant  au Moghreb de Tétouan.

## Biographie

### Jeunesse et débuts
Anas Jabroun voit le jour le 7 octobre 1997 à Tétouan, ville au nord du Maroc. Comme la plupart des joueurs, il commence à jouer au football très jeune dans son quartier avant d'intégrer en 2009, l'école de formation du plus grand club de la ville, le Moghreb Athlétic de Tétouan.
En 2014, Il intègre l'équipe espoir du Moghreb de Tétouan à l'âge de 17 ans.

### Moghreb de Tétouan
Ses prestations avec l'équipe espoir lui permettent d'être convoqué à plusieurs reprises par l'entraîneur de équipe première Sergio Lobera.
Le 29 mai 2016, au compte de la 29e journée du Championnat du Maroc contre la Renaissance de Berkane, il dispute sa première rencontre en remplaçant Younes Hawassi à la 64e minute de jeu, où il parvient à marquer le but de la victoire pour son équipe grâce à une passe du capitaine Mohamed Aberhoune à la 89e minute.

## Palmarès
Raja Club Athletic (3)
- Championnat du Maroc :
  - Champion en 2020.
  - Vice-champion en 2019.

- Coupe de la confédération
  - Vainqueur en 2018.
- Supercoupe d'Afrique
  - Vainqueur en 2019.